# Groupe 1981
Pour les articles homonymes, voir Start.
Groupe 1981 (précédemment Groupe Start jusqu'en décembre 2010, puis « Sud Radio groupe » jusqu'en décembre 2013) est une holding française de radios français dont le siège est situé à Orléans dans le département du Loiret en région Centre-Val de Loire.
Son activité est essentiellement radiophonique. Elle s'étend à diverses régions françaises, au travers de la zone de couverture de ses 8 radios, dans le Centre, le Sud-Ouest, l'Ouest et l'Île-de-France, ce qui en fait le premier opérateur radiophonique indépendant de France.

## Historique
En septembre 1992, le groupe s'immatricule au registre. 
Dans les années 1990, les radios locales Radio Rêve (Blois et Vendôme) et Radio Stéréo Centre (Romorantin-Lanthenay), aujourd'hui disparues, sont rachetées pour permettre le déploiement de Vibration. 
En avril 1994, la radio montargoise Radio Montargis Vallée du Loing est acquise afin d'étendre la zone de diffusion de Vibration à la région de Montargis. En 1995, c'est au tour de la radio castelneuvienne Radio Média France, puis en 1996 de la radio parisienne Ado FM. En 1998, le groupe prend le contrôle de la radio Forum, au sein duquel Radio Média France est intégrée. En 1999, la radio bordelaise Blackbox est acquise via l'association Canal Tropical.
En novembre 2005, les stations Sud Radio et Wit FM (détenues par les laboratoires pharmaceutiques Fabre à 80% et par RTL à 20 %) sont vendues à Sudporters, holding codétenue par le groupe Start, les stations Alouette et Scoop, et par le fonds FEDERI. Après RMC en 2000, c'est la seconde fois en France qu'une radio périphérique historique se fait reprendre par un ensemble de radios créées après la libéralisation des ondes de 1981.
En 2006, la radio parisienne Radio Latina est acquise.
En avril 2007, le groupe rachète 100% de la radio parisienne Voltage.
Le 27 avril 2007, la modification de capital (sociétés Haute-Tension, Start et Sudporters) est approuvée par le conseil supérieur de l'audiovisuel ;
En janvier 2008 : départ du directeur général des programmes, Bruno Witek qui laisse derrière lui une audience groupe qui atteindra un seuil de plus de deux millions d'auditeurs par jour.
En février 2010, Yves Malbrancke rejoint le groupe au poste de Directeur Général adjoint des programmes, secondé par Anthony Lamond, responsable de la musique du groupe, et Philippe Marty qui encadre les animateurs de l'ensemble des stations et les journalistes des stations musicales.
Le 9 septembre 2013, le groupe Sud Radio Groupe vend la station Sud Radio pour un montant de 7 millions d'euros à Fiducial médias.
Le 11 décembre 2013, le groupe se rebaptise Groupe 1981, et lance un plan d’investissement de 5 millions d’euros sur 3 ans qui passe notamment par le développement de Radio Latina. En janvier 2014, à l'international, le groupe 1981 annonce l'investissement de 500 000 euros dans la création d'une radio francophone Frissons Radio à Cotonou, au Bénin destinée à un auditoire de plus de 40 ans.
Le 27 mars 2014, Philippe Gault et Mathieu Quétel quittent le groupe.
Entre 2015 à 2016, Groupe 1981 lance les 67 webradios chacune de ses 7 radios d’un nouveau site internet.
Le 1er janvier 2019, Alain Liberty, ancien directeur général de Radio Scoop à Lyon durant onze ans, et aussi président en fonction du SIRTI, devient le directeur général exécutif du Groupe 1981 à Paris.
Le 18 avril 2019, le CSA autorise la vente de la radio OUI FM au groupe. Les salariés de OUI FM sont susceptibles d'être transférés vers d'autres radios de ce groupe 1981,.
En septembre 2019, le groupe se lance dans la réorganisation de ses dix radios, après le rachat de OUI FM, en créant un hub de contenus et en augmentant sensiblement la part de l'information dans ses programmes. Ce hub est basé à Paris avec des antennes dans les régions d’implantation des radios. L’ensemble des sites web et applications seront par ailleurs renouvelés au cours de l’année 2020 avec de nouveaux contenus.
La régie locale, Régie 1981, va également se développer sur le numérique en proposant des contenus locaux et une forme d’adswitching permettant aux annonceurs de diffuser un flux publicitaire différent en ligne et en linéaire.
Le groupe 1981 est aussi en première ligne pour le développement en France de la radio numérique (DAB+). Partout en France, OUI FM, Swigg et Latina – et localement les autres radios du groupe –, participent toutes au déploiement du DAB+. La radio Latina a ainsi été sélectionnée dans les multiplexes de radio numérique terrestre (RNT) émettant sur le territoire national métropolitain. En mai 2019, les radios OUI FM, Swigg, Vibration, Forum, Blackbox et Wit FM sont sélectionnées en DAB+ dans 15 agglomérations.

## Identité visuelle (logo)

Logo de Start jusqu'en août 2011.
Logo de 2011 à 2013.
Logo à partir du 10 décembre 2013[9].

## Effectifs
Au 17 janvier 2020, la direction du groupe comprenait :
- Jean-Éric Valli : Président
- Valérie Fauconnier : Directrice générale
- Alain Liberty : Directeur général exécutif

## Activités radiophoniques
Les huit stations de radio du groupe sont également membres du GIE (groupement d'intérêt économique) « Les Indés Radios », par ailleurs présidé par Jean-Éric Valli, président de « Groupe 1981 ». Ce groupement de 130 radios a pour principale fonction de donner un accès aux recettes de publicité nationale aux radios qui le composent.
Les radios que possède le groupe sont toutes de formats musicaux et de Catégorie B, à l'exception de Oui FM qui est de catégorie D. Le groupe possède aussi les stations Collector radio et Radio Life, portant son effectif à dix radios.
| Radio     | Format              | Zone de diffusion                     | Date de création | Date d'acquisition |
| --------- | ------------------- | ------------------------------------- | ---------------- | ------------------ |
| Black Box | Rap, Hip-hop, RnB   | Nouvelle-Aquitaine                    | 1991             | 1999               |
| Forum     | Généraliste         | Centre-Val de Loire, Poitou-Charentes | 1991             | 1998               |
| Latina    | Musiques tropicales | Île-de-France                         | 1982             | 2006               |
| Ado FM    | Rap, Hip-hop, RnB   | Île-de-France, Midi-Pyrénées          | 1981             | 1996               |
| Vibration | Généraliste         | Centre-Val de Loire                   | 11 avril 1983    |                    |
| Voltage   | Dance               | Île-de-France                         | 1982             | avril 2007         |
| Wit FM    | Généraliste         | Dordogne et Gironde                   | 1er juin 1988    | novembre 2005      |
| Oui FM    | Rock                | Nationale (France)                    | 1987             | 19 avril 2019      |

## Annexe